# Барична улоговина

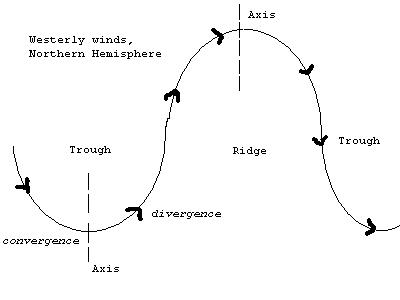
Графічне уявлення областей низького і високого тиску, що чергуються в області превалюючих західних вітрів північної півкулі між 30—60°п. ш.

Барична улоговина — витягнуті області щодо низького атмосферного тиску, у деяких випадках пов'язані з атмосферними фронтами. Протилежні сторони баричних улоговин характеризуються поворотом напряму вітру, що може бути відзначено спостерігачем на поверхні при їх проходженні. Синоптичні області низького тиску з відсутністю повороту вітру називаються баричними сідловинами, останні пов'язані з тими чи іншими гористими регіонами.